# Stenomorda
Stenomorda is een geslacht van kevers uit de familie spartelkevers (Mordellidae).
Het geslacht is voor het eerst wetenschappelijk beschreven in 1950 door Ermisch.

## Soorten
Het geslacht omvat de volgende soorten:
- Stenomorda fasciata Ermisch, 1968
- Stenomorda flavipes Ermisch, 1968
- Stenomorda notoensis Pic, 1921
- Stenomorda tetraspilota (Fairmaire, 1895)
- Stenomorda vittatipennis (Pic, 1931)